# Siedlce (Sainte-Croix)
Pour les articles homonymes, voir Siedlce (homonymie).
Siedlce est une localité polonaise de la gmina de Chęciny, située dans le powiat de Kielce en voïvodie de Sainte-Croix.